# Československá basketbalová liga 1971/1972
1. basketbalová liga 1971/1972 byla v Československu nejvyšší ligovou basketbalovou soutěží mužů, v ročníku 1. ligy hrálo 12 družstev. Slavia VŠ Praha Autoškoda získala titul mistra Československa,  Zbrojovka Brno skončila na 2. místě a Dukla Olomouc na 3. místě. Z ligy sestoupila tři družstva, všichni tři nováčci:  Slavoj Vyšehrad, Slávia VŠT Košice, Moravská Slavia Brno. 
Konečné pořadí:
1. Slavia VŠ Praha (mistr Československa 1972) - 2. Zbrojovka Brno  - 3. Dukla Olomouc - 4. Sparta Praha - 5. NHKG Ostrava  - 6. Iskra Svit  - 7. Baník Ostrava - 8. Baník Prievidza  - 9. RH Pardubice  - další 3 družstva sestup z 1. ligy:   10. Slavoj Vyšehrad - 11. Slávia VŠT Košice - 12. Moravská Slavia Brno

## Systém soutěže
Všech dvanáct družstev odehrálo dvoukolově každý s každým (zápasy doma - venku), každé družstvo odehrálo 22 zápasů.

## Konečná tabulka 1971/1972
| Poř. | Tým                  | Z  | V  | P  | Skóre     | Body |
| ---- | -------------------- | -- | -- | -- | --------- | ---- |
| 1.   | Slavia VŠ Praha      | 22 | 21 | 1  | 2197:1687 | 43   |
| 2.   | Zbrojovka Brno       | 22 | 19 | 3  | 2136:1821 | 41   |
| 3.   | Dukla Olomouc        | 22 | 17 | 5  | 2129:1872 | 39   |
| 4.   | Sparta Praha         | 22 | 12 | 10 | 1924:1800 | 35   |
| 5.   | NHKG Ostrava         | 22 | 14 | 8  | 1810:1790 | 34   |
| 6.   | Iskra Svit           | 22 | 9  | 13 | 1700:1696 | 31   |
| 7.   | Baník Ostrava        | 22 | 9  | 13 | 1740:1724 | 31   |
| 8.   | Baník Prievidza      | 22 | 8  | 14 | 1743:1908 | 30   |
| 9.   | RH Pardubice         | 22 | 8  | 14 | 1926:1976 | 30   |
| 10.  | Slavoj Vyšehrad      | 22 | 8  | 14 | 1668:1926 | 30   |
| 11.  | Slávia VŠT Košice    | 22 | 4  | 18 | 1623:1974 | 26   |
| 12.  | Moravská Slavia Brno | 22 | 4  | 18 | 1794:2115 | 26   |

## Sestavy (hráči, trenéři) 1971/1972
- Slavia VŠ Praha:  Jiří Zídek, Robert Mifka, Jiří Růžička, Karel Baroch, Jiří Ammer, Jiří Konopásek, Jan Blažek, Gustáv Hraška, Jaroslav Kantůrek, Sako, Sýkora, Míčka, Velenský. Trenér Jaroslav Šíp
- Spartak Brno ZJŠ: Jan Bobrovský, Novický, Jiří Balaštík, Vladimír Padrta, David, Kovařík, Šrámek, Vítek, Vlk, Kratochvíl, Bílý, L. Pospíšil. Trenér Radoslav Sís
- Dukla Olomouc: Pavel Pekárek, Jiří Zedníček, Zdeněk Hummel, Zdeněk Kos, Dzurilla, Hradec, Dvorak, Č. Lacina, Jelínek, Anděra, Fabula, Bahník, Zezula, Votruba, Frič. Trenér Drahomír Válek
- Sparta Praha: Milan Voračka, Zdeněk Douša, Jan Mrázek, Petr Kapoun, Silvestr Vilímec, Milan Korec, Ladislav Nenadál, Josef Klíma, L. Špelina, J. Vintera, J. Bulvas, Přibyl, Řepka, Bárta. Trenér Jiří Baumruk
- NHKG Ostrava:  Vlastimil Hrbáč, Janál, M. Kostka, Buryan, Nevřela, Terč, Röhrich, Suchánek, Dostál, Kurland, Krajč, Žila. Trenér Jan Kozák
- Iskra Svit: Jozef Straka, Maurovič, Preisler, Setnička, Gecelovský, Klein, Brychta, Persche, Jelínek, Valo, Bahník, Paulíny, Mikuláš, Bulla, Šmihula. Trenér Karol Horniak
- Baník Ostrava: Pavel Škuta, Cvrkal, Kovář, Házel, V. Konvička, Heinecke, Jambor, Salich, Z. Paruch, Vocetka, Elbel, Ďuriš, Maňák, Kraváček. Trenér Luděk Heinz
- Baník Prievidza:  Ivan Chrenka, Peter Chrenka, Ňuchalík, Tóth, Palkovič, Michalik, Maresch, Dubovec, Milota, Bačík, R. Tallo, Kmeť, Zuzánek. Trenér Š. Košík
- RH Pardubice: Kamil Brabenec, Maršoun, Formánek, Sýkora, Pribyl, Hrubý, Pěnčík, Skřivánek. P. Kovář, J.Kovář, Kasal, Málek, Skokan. Trenér Luboš Bulušek
- Slavoj Vyšehrad: Jan Strnad, Vladimír Mandel, Kodaň. Daňsa, Dárius, Přikryl, Lizálek, Řepka, Špička, Beneš, Jonke, Mathauser, Cherz. Trenér Vladimír Lodr
- Slávia VŠT Košice: Konečný, Arpáš, Popjak, Tomáš, Medveď, Matyáš, Štofíra, Novitzký, Záthurecký, Šmihula, Miščík, Figula, Špilár, I. Rosival, Miklóšik, Czako, Jordán. Trenér J. Gold
- Moravská Slavia Brno: Zanáška, David, Vítek, Padrta, Vrba, Štaud, Kočvara, Pařil, Páleník, Z. Bobrovský, Plch, Rumler, Slavík, Králík, Rosenbach. Trenér Přemysl Petera

## Zajímavosti
- Mistrovství Evropy v basketbale mužů 1971 se konalo v září 1971 v Německu Essen. Mistrem Evropy byl Sovětský svaz, Jugoslávie byla na 2. místě a Itálie na 3. místě. Na pátém místě skončilo Československo, které hrálo v sestavě: Jiří Zídek 143 bodů /7 zápasů, Jiří Zedníček 108 /7, Karel Baroch 67 /7, Jan Bobrovský 63 /7, Kamil Brabenec 49 /6, Jiří Růžička 46 /6, Zdeněk Kos 32 /6, Petr Novický 23 /6, Robert Mifka 20 /4, Jiří Konopásek 16 /4, Jiří Pospíšil 12 /4, Bronislav Sako 8 /1,  celkem bodů 587 v 7 zápasech (4-3). Trenér Nikolaj Ordnung.
- Slavia VŠ Praha v Poháru evropských mistrů 1971/72 hrála 8 zápasů (4-2, 2 nerozhodně, 672-659)),byl třetí ve čtvrtfinálové skupině B (2-2, 2 nerozhodně, 484-506): KK Jugoplastika Split (78-75, 81-94), BUS Fruit Lier BBC, Belgie (95-81, 83-83) a Panathinaikos Athény, Řecko (74-74, 73-99).
- Zbrojovka Brno v Poháru vítězů pohárů 1971/72, hrála 4 zápasy (2-2, 385-318), vyřazena v osmifinále od AP Fides Partenope Neapol, Itálie (69-76, 82-92).
- Vítězem ankety Basketbalista roku 1971 byl Jan Bobrovský.
- „All Stars“ československé basketbalové ligy - nejlepší pětka hráčů basketbalové sezóny 1971/72: Jiří Zídek, Jan Bobrovský, Jiří Zedníček, Jiří Růžička, Zdeněk Kos.